# توماس مادلی
توماس مادلی (انگلیسی: Thomas Modly) افسر دولتی و کارآفرین آمریکایی است و سرپرست وزارت نیروی دریایی آمریکا بود.